# المتوكل على الله الثالث
أبو الفضل محمد المتوكل على الله الثالث بن يعقوب بن عبد العزيز الذي يلقب المتوكل على الله عند تنازل أبوه المستمسك بالله عن الخلافة له عام 1507، فحكم حتى 1516، ثم عُزل ثم عاد ليحكم لبضع من سنة أخرى عام 1517.
كان المتوكل آخر الخلفاء العباسيين، الذين كانت عاصمة دولتهم انتقلت إلى القاهرة بعد أن سقطت بغداد عام 1258 وأعدم المستعصم على يد المغول، وقد كانت خلافتهم في القاهرة صورية إذ كانت السلطة الحقيقية في يد المماليك.
في عام 1517 هزم السلطانُ العثماني سليم الأول قانصوه الغوري في معركة مرج دابق ثم طومان باي في معركة الريدانية ودخل القاهرة وأُسر المتوكل، خليفة المسلمين، وأخذ إلى إسطنبول حيث أوصى وفق المصادر الإسلامية على أن تؤول الخلافة بعد موته إلى السلطان العثماني ومعه آثارُ الرسول: سيفه وبُردته.
بموت المتوكل عام 1543، انتقلت الخلافة الإسلامية إلى العثمانيين لتمكث في دولتهم حتى 1924.